# Verderio Superiore
Verderio Superiore is een gemeente in de Italiaanse provincie Lecco (regio Lombardije) en telt 2675 inwoners (31-12-2004). De oppervlakte bedraagt 2,6 km², de bevolkingsdichtheid is 1295 inwoners per km².

## Demografie
Verderio Superiore telt ongeveer 994 huishoudens. Het aantal inwoners steeg in de periode 1991-2001 met 56,0% volgens cijfers uit de tienjaarlijkse volkstellingen van ISTAT.
| Jaar | Inwoneraantal |
| ---- | ------------- |
| 1991 | 1660          |
| 2001 | 2590          |

## Geografie
De gemeente ligt op ongeveer 250 m boven zeeniveau.
Verderio Superiore grenst aan de volgende gemeenten: Cornate d'Adda (MI), Paderno d'Adda, Robbiate, Verderio Inferiore.